# Station Chagny
Station Chagny is een spoorwegstation in de Franse gemeente Chagny.